# Ahmad Khalife
Ahmad Khalife (Berlino, 22 ottobre 1997) è un giocatore di football americano tedesco, che gioca come runningback per i Berlin Thunder.
Suo fratello minore Ali è suo compagno di squadra e di ruolo.